# SN 1997ed
SN 1997ed – supernowa typu Ia odkryta 22 listopada 1997 roku w galaktyce A034656+0041. W momencie odkrycia miała maksymalną jasność 21,00m.